# 梅多斯 (北卡羅萊納州)
梅多斯（英語：Meadows）是位於美國北卡羅萊納州斯托克斯縣的非建制地區。

## 歷史
梅多斯的郵局於1878年設立，其後於1932年停運。

## 地理
梅多斯所處的海拔為高於海平面309米（即1014英呎），而該地所採用的時區為UTC-5，即北美东部时区（EST）。同時該地設有夏令時間，為UTC-5調快一小時，即UTC-4（EDT）。